# 西堀文
西堀 文（にしぼり あや、旧芸名：重松 文〈しげまつ あや、Aya Shigematsu〉、1999年1月15日 - ）は、日本の女優、モデル。神奈川県出身。愛称は、ぶんちゃん。合同会社Bunetté所属。

## 来歴
学生時代より、演じることが好きで数々の舞台に立つ。2021年より、事務所に所属、女優・モデルとして徐々に活動の場を広げる。所属後に始めたTikTokが好評を博し、特に同世代の女性に共感を呼ぶ。2022年12月、初のソロイベントを実施。2023年9月、新型コロナウイルス感染拡大の影響で1年以上延期されたタカハ劇団「ヒトラーを画家にする話」(脚本・演出：高羽彩) に出演、完売公演となる。雑誌「販促会議」2023年11月号にて、“今、起用したいインフルエンサー40組”に選出される。SNSのファン層は、7割が女性で、10代から20代の支持率が高い。ファンの呼び方は“ぶん担”。2024年5月、TikTokフォロワー数40万人を突破。TikTokのネタは全て自分で考えている。総再生数は、3.5億回再生。
2024年10月、重松文から本名の西堀文に改名した。

## 人物
- 趣味は、日記、温泉、ヨガ、古着屋めぐり、アクセサリー収集、カレー屋めぐり。特技は、ブラインドタッチ、外郎売、その場の状況で突然の作詞・作曲をすること。
- 文という名前は、この字に「ことの始まり」という意味があることで、両親が命名した[6]。

## 出演

### 舞台
- 「キレナイ」（2023年1月21日 - 2023年1月29日、川崎ラゾーナ プラザソル）
- 「ヒトラーを画家にする話」（2023年9月28日 - 2023年10月1日、東京芸術劇場 シアターイースト） - シュテファニー 役
- 「MaNNequiN -マネキン-2023」（2023年10月26日 - 2023年10月29日、川崎ラゾーナ プラザソル）
- 「裏切り者に愛をこめて」（2025年4月15日 - 29日、赤坂RED/THEATER 他）[7]

### テレビ番組
- THE TIME,（2023年10月10日 - 、TBS 「TIME マーケティング部」リポーター）[6]
- ドラマ「かしましめし」（2023年4月、テレビ東京）
- 行列のできる法律相談所（2023年6月6日、日本テレビ）
- 全力坂（2023年7月17日、2023年8月9日、テレビ朝日）
- ドラマ「春になったら」（2024年1月、関西テレビ）
- 旅人検視官 道場修作 第3弾 鹿児島県・指宿温泉殺人事件（2024年12月7日、BS日テレ） - 須藤麻友 役[8]
- 健査官〜サインを見逃すな〜(2024年10月〜、テレビ朝日)  - 相談者として不定期出演

### ラジオ番組
- GENZ(ジェネジー)（2023年8月マンスリーゲスト、ZIP-FM）

### 映画
- 「うぉっしゅ」（2025年） - 久美 役[9]

### WEB
- Hulu「モモウメ」
- Netflix「First LOVE～初恋～」
- DMMTV「視線」
- TikTokドラマ
  - 「きみどら」
  - 「マッチングアプリでイタリア人と会ったらすごかった件」[10]、「マッチングアプリでイタリア人と会ったらすごかった件」シーズン2[11]
- 透明なわたしたち（2024年10月、ABEMA） - 重森美香 役

### MV
- kobore「Tender」[12]
- ASA「君依存症」

### 雑誌
- 販促会議 2023年11月号 表紙・インタビュー掲載（2023年9月29日）～“今、起用したいインフルエンサー40組”～[13]

### その他
- ソロイベント
  - Vol.1（2022年12月18日）
  - Vol.2 ～記録～（2023年9月9日）
  - 文学メトロポリスvol.1（2024年3月23日）
- 超十代 2023 出演
- SNS EXPO 2023 出演
- 靴下屋 新宿ルミネ店 リニューアルオープン イベント出演
- DOUBLE NAME 2024S/S COLLECTION モデルダブルネーム（DOUBLE NAME） (@doublename_official) - Instagram

- Adobe CM
- LINEスタンプ発売